# Con gà trống
Con gà trống là một bộ phim điện ảnh truyền hình được thực hiện bởi Hãng phim Truyền hình Thành phố Hồ Chí Minh, do Nguyễn Quang Dũng làm đạo diễn. Đây là bộ phim đầu tay của Nguyễn Quang Dũng, với kịch bản chuyển thể từ truyện ngắn cùng tên của cha ông, nhà văn Nguyễn Quang Sáng. Phim phát sóng lần đầu vào năm 2003 trên kênh HTV7.

## Nội dung
Lấy bối cảnh trong một đơn vị văn công của Mặt trận Dân tộc Giải phóng miền Nam Việt Nam. Cô văn công tên Hoa được gia đình gửi lên một con gà mái, cô và đội văn công quyết đinh nuôi và tìm trống cho con gà này. Trong thời gian này Hoa quen biết và có tình cảm với Bình, một chiến sĩ của một đơn vị gần đó.
Trong một trận dội bom, đàn con của gà mái đã chết gần hết, chỉ còn lại một con gà trống, con gà mái sau đó cũng bị một con trăn ăn mất. Khi con gà trống dần lớn lên cũng là lúc Hoa biết mình có thai, trong khi Bình đã rời bỏ đơn vị và bị nghi ngờ kẻ chiêu hồi về phe Việt Nam Cộng hòa. Hoa bị kỷ luật và phải cách ly khỏi đơn vị. Hoa và con gà trống tưởng chừng đã không còn sau một trận dội bom khác nhưng họ may mắn sống sót và được trở lại đơn vị dù vẫn còn mối hoài nghi về hành động của Bình.

## Diễn viên
- Lê Hóa trong vai Hoa
- Võ Thanh Hòa trong vai Nam
- Công Minh trong vai Chú Ba
- Lâm Văn Oanh trong vai Bình
- Xuân Thanh trong vai Thủy
- Kim Hiền trong vai Trinh
- Hoài Trang trong vai Hồng
- Quỳnh Phượng trong vai Mai
- Vũ Ngọc Đãng trong vai Hổ
- Ngọc Tưởng trong vai Hiền
- Hữu Bình trong vai Quang
- Minh Đáng trong vai Chú Năm
- Lê Hùng Phương trong vai Chiến sĩ điên
- Tiến Vang[2] trong vai Hai tèo
- Trường Giang trong vai Thắng

## Sản xuất
Nhà văn Nguyễn Quang Sáng chuyển thể truyện ngắn Con gà trống thành kịch bản phim nhưng việc sản xuất đã nhiều lần bị trì hoãn, Nguyễn Quang Dũng có dự định làm bộ phim này nhưng với điều kiện phải đủ kinh phí mà anh dự toán. Nguyễn Quang Sáng đã cùng con trai lên khu rừng nơi ông đã viết nên câu truyện gốc và tư vấn các chi tiết cần thiết, nhưng Nguyễn Quang Dũng vẫn kiên quyết đầu tư thêm để mở rộng bối cảnh. Sau khi làm trợ lý đạo diễn cho bộ phim điện ảnh, Nguyễn Quang Dũng trở lại với dự án Con gà trống nhưng không được đáp ứng đủ kinh phí nên anh định từ bỏ. Khi Hãng phim Truyền hình Thành phố Hồ Chí Minh chịu hỗ trợ thêm một phần kinh phí để sản xuất thì Dũng mới trở lại. Con gà trống trở thành tác phẩm đầu tiên hai cha con nghệ sĩ cùng hợp tác thực hiện.
Ngay sau khi lên sóng, biên tập của phim là Trần Chí Kông tiếp tục gợi ý nhà văn Nguyễn Quang Sáng chuyển thể tác phẩm khác của ông là Con khỉ mồ côi thành phim điện ảnh truyền hình cùng tên. Con khỉ mồ côi sau đó được Trần Quang Đại đạo diễn và giành Giải Vàng tại Liên hoan Truyền hình toàn quốc lần thứ 23.

## Giải thưởng và đề cử
| Năm  | Giải thưởng                                                         | Hạng mục   | Đề cử | Kết quả       | Nguồn |
| ---- | ------------------------------------------------------------------- | ---------- | ----- | ------------- | ----- |
| 2003 | Giải Cánh diều 2002                                                 | Phim video | —     | Cánh diều Bạc | [ 6 ] |
| 2003 | Giải thưởng Văn học nghệ thật thành phố Hồ Chí Minh năm 2000 - 2002 |            | —     | Đoạt giải     | [ 7 ] |